# Gondoli
Gondoli (ook Gondole) is een dorp in het district Iskushuban in de gobolka (regio) Bari in Puntland, een feitelijk autonome doch niet-erkende staat in noordoost Somalië.
Gondoli ligt aan een gelijknamige wadi, circa 20 km ten zuiden van Bargal, het dichtstbijzijnde stadje, op ca. 6 km afstand van de kust van de Indische Oceaan en circa 12 km van Kaap Ras Binnah.